# Американо-китайские отношения
Американо-китайские отношения — дипломатические, политические и экономические отношения между Соединёнными Штатами Америки и Китайской Народной Республикой  являются одними из самых важных двусторонних отношений в мире и, возможно, — самые важные двусторонние отношения в мире на сегодняшний день. Отношения между Китаем и США в настоящее время характеризуются как соперничество и стратегическая конкуренция, а не как дружественные. Хотя между странами есть области сотрудничества, такие как торговля и климат, их отношения омрачены разногласиями по вопросам прав человека, Тайваня, Гонконга, Южно-Китайского моря и технологической конкуренции. США наращивают военное присутствие в Индо-Тихоокеанском регионе, что воспринимается Китаем как попытка сдерживания. Обе страны активно взаимодействуют на дипломатическом уровне, пытаясь смягчить напряженность и найти точки соприкосновения, но в то же время часто обмениваются критикой. 
Китай и США являются друг для друга вторыми по объёму торговыми партнёрами, объём товарооборота между ними достиг в 2012 году 500 млрд долл.; при этом дефицит США в торговле с Китаем достиг в 2012 году небывалого высокого уровня в 315 млрд долл. Китай является самым крупным держателем американского долга (1,3 трлн долларов в 2016 году).
В настоящее время ежегодный человеческий обмен двух стран достигает 3 млн въездов и выездов, еженедельно между двумя берегами Тихого океана летают 110 пассажирских авиарейсов, на начало 2011 года 120 тыс. китайцев обучалось в США, свыше 20 тыс. американцев училось в Китае.

## История
Вплоть до «опиумных войн» XIX века Китай оставался практически закрытой страной, в том числе, для американцев. Поражение Цинской империи привело к открытию страны и к началу вывоза в США дешёвой китайской рабочей силы — кули. В 1868 году был ратифицирован американо-китайский договор Бурлингейма (пересмотрен в 1880 году), который разрешил свободную миграцию между двумя странами. В результате, только между 1870 и 1880 годами из Китая в США прибыл 138 941 иммигрант. Китайским иммигрантам до 1943 года было запрещено получать гражданство США, его могли получить только их дети, будучи уроженцами США.

### ПослеВторой мировой войны
После окончания войны на Тихом океане США заняли враждебную позицию к КПК и продолжили помогать Гоминьдану.
После провозглашения КНР и бегства чанкайшистов на Тайвань США отправили свой 7-й флот в Тайваньский пролив, объявив о блокаде китайского побережья, превратили Тайвань в свою крупную военную базу и оказывали всестороннюю поддержку гоминьдановскому режиму. В 1954 г. в Женеве начались китайско-американские переговоры на уровне консульских представителей, которые в 1955 г. были подняты на уровень послов и перенесены в Варшаву, однако в ходе 134 встреч представителей обеих стран, имевших место на протяжении 14 лет с 1954 по 1968 год, прогресса достигнуто не было.
Начало сближения между странами отмечается в период пребывания у власти в США администрации Ричарда Никсона (1969—1972 годы).
После своего избрания президентом Никсон предпринял ряд шагов к американо-китайскому сближению.
В 1970 году во время слушаний в Конгрессе США по вопросу отношений между США и Китаем предполагалось «строить отношения с КНР… и использовать советско-китайские разногласия…»
1971 год считается годом восстановления связей между Китаем и США: в июле и октябре состоялись поездки Генри Киссинджера в КНР. 
В январе 1972 года состоялся визит Александра Хейга в КНР. Эти поездки предварили визит президента США в КНР.
См. также: Пинг-понговая дипломатия
В итоге, в феврале 1972 г. состоялся визит президента США Ричарда Никсона в КНР. Никсон встречался с председателем Мао. По результатам визита было опубликовано Совместное коммюнике Китая и США, которое называется Шанхайским коммюнике. Отмечают, что визит привел к полной нормализации китайско-американских отношений, несмотря на сохранение американского присутствия на Тайване и американо-тайваньское сотрудничество.
В 1975 году состоялся визит президента США Джеральда Форда в КНР.
В 1979 году президент США Д. Картер восстановил официальные дипломатические отношения с КНР, что во многом предрешило победу США в «холодной войне».
В октябре 1979 по инициативе президента Картера и его советника Бжезинского КНР получила статус Режим наибольшего благоприятствования в торговле (Most favoured nation).
Китай, после «потерянного десятилетия» самостоятельных попыток стабилизации экономики, войдя в орбиту американской политики в отношении с СССР, с конца 70-х получил от США благоприятные условия для собственного экономического подъёма. Расширение Западом помощи Китаю имело место особенно во время присутствия советских войск в Афганистане и вьетнамских — в Камбодже.
В 1998 году, во время визита в США генсека КПК Цзян Цзэминя, Америка была объявлена очередным стратегическим партнером Китая.
Отношения между двумя странами резко обострились после удара НАТО по китайскому посольству в Белграде в мае 1999 года, во время Войны НАТО против Югославии, во время которого погибли трое и были ранены 27 китайских граждан.

## XXI век
Вступавший в январе 2001 года в должность госсекретаря США генерал Колин Пауэлл в своём видении внешней политики США назвал Китай не противником, но конкурентом, соперником в регионе и торговым партнером: «Китай нам не враг, и мы должны удержать его в этом качестве».
Как отмечает Кеннет Либерталь, со вступлением в Белый дом администрация Джорджа Буша-младшего объявила Китай «стратегическим конкурентом».
В своей речи в 2005 году заместитель Госсекретаря США Роберт Зеллик предложил Китаю стать «ответственным акционером» в международных делах. Он отметил, что не следует определять национальные интересы Китая слишком узко, что «их можно отстаивать гораздо успешнее, взаимодействуя с нами в вопросах формирования будущей международной системы».
Известно, что Хиллари Клинтон ещё до своего назначения госсекретарём систематически отмечала, что двусторонние отношения США с Китаем «станут приоритетными и системообразующими в новом столетии».
«Я наблюдаю за развитием американо-китайских отношений несколько десятилетий, никогда ранее связи между нашими странами не были такими тесными, как сейчас» (Генри Киссинджер, 2009) .
В 2007 году Нил Фергюсон и Мориц Шуларик выдвинули концепцию Кимерики (неологизм на основе словослияния), который описывает симбиотические отношения между Китаем (Ки-) и Америкой (-мерика), со ссылкой на легендарную химеру.
В 2009 г. устами американского истеблишмента была озвучена адресованная китайскому руководству идея оформления из США и Китая «большой двойки» сверхдержав G2, однако Китай остался верен концепции многополярного мира и отклонил данное предложение, усмотрев в нём прежде всего средство разделения ответственности за доминирующую американскую внешнеполитическую деятельность, с которой часто не согласен.
Начало 2010 года было отмечено охлаждением отношений (были даже разорваны связи с США по военной линии), вызванным решением администрации Обамы одобрить продажу крупной (6,3 млрд $) партии оружия Тайваню, требованием КНР ревальвировать юань, активизацией Вооружённых сил США в районе Южно-Китайского моря и проведением совместных с Южной Кореей военно-морских учений в Жёлтом море.
14 января 2011 года заместитель министра иностранных дел КНР Цуй Тянькай указал, что с момента начала международного финансового кризиса Китай и Соединенные Штаты, «оказывая помощь друг другу, как люди, плывущие на одной лодке», внесли весомый вклад в вывод Азиатско-Тихоокеанского региона и глобальной экономики из тени кризиса.
Как отмечает директор Центра изучения Китая при институте Brookings Кеннет Либерталь, Китай превратился для США в главный внешнеполитический вызов. КНР для США является и крупнейшим кредитором с портфелем гособлигаций почти на 1 трлн долл., и важнейшим торговым партнером (по итогам 2011 года товарооборот составил 456,8 млрд долл. (в 2010 году — 385,3 млрд) с положительным сальдо 273 млрд в пользу КНР).
В «новой военной доктрине США» 2011 г. изложены вызовы, с которыми могут столкнуться вооружённые силы Соединённых Штатов в ближайшие годы. Из опубликованных материалов можно сделать вывод, что американские военные в ближайшее десятилетие уделят особое внимание обстановке в АТР. «Стратегические приоритеты и интересы нашей нации будут все больше зависеть от ситуации в Азиатско-Тихоокеанском регионе (АТР)» — резюмируется в доктрине. В отчёте об оборонной стратегии США Китай рассмотрен как главный соперник.
Как пишет тайваньский учёный Ли Инмин (2012), отношения между странами характеризуются «и ожесточенной конкуренцией, и сложным сотрудничеством, и взаимным ограничением друг друга, и взаимосвязью — такие отношения считаются новыми». Он отмечает, что это характерно нынешним международным отношениям. «Наш мир в основном входит в эпоху „мягкой войны“, которая отличается от бывшей „жёсткой войны“», — пишет Ли Инмин.
Он также отмечает, что китайско-американские отношения не могут стать конфронтационными подобно советско-американским времён холодной войны; они также не могут быть союзническими подобно отношениям США с Японией, Европой и Великобританией; также, по его мнению, не следует рассчитывать на «рокировку ролей» подобно происшедшей ранее у Великобритании с Нидерландами и Испанией, или США с Великобританией. В то же время, пишет он, Китаю необходимо «выйти из „осады“ США».
Весной 2012 года между странами произошло столкновение по вопросу экспорта редкоземельных материалов из Китая, который обладает 90 % разведанных залежей 17 видов таких металлов. Когда КНР сократила квоты на их вывоз, США ввели ограничение на ввоз китайской продукции, где используются эти металлы.
Осенью 2012 года высшая власть в Китае перешла к новому поколению лидеров.
В апреле 2013 года член Политбюро ЦК КПК Фань Чанлун отмечал достижение консенсуса между новым председателем КНР Си Цзиньпином и президентом США Бараком Обамой по установлению отношений нового типа (поиске путей построения взаимоотношений нового типа) между двумя державами.
7-8 июня 2013 года состоялся визит нового Председателя КНР Си Цзиньпина в США на встречу с президентом США Б. Обамой. Встреча между ними в статусе первых лиц состоялась впервые и — по инициативе США — ранее предполагавшихся сроков. Си Цзиньпин, общаясь в месте встречи поместье Саннилэндс с журналистами, сказал, что они с Обамой намерены «проложить маршрут в будущее китайско-американских отношений и набросать эскиз этих отношений».
В стратегическом докладе по отношениям США и КНР за сентябрь 2013 выражается обеспокоенность, что «хотя США и Китаю нет необходимости повторять историю конфликтов между великими державами, рассуждения о неизбежности такого конфликта приобретают популярность по обе стороны Тихого океана».
9 июля 2014 г., на открытии в Пекине китайско-американского диалога по стратегическим и экономическим вопросам, китайский лидер Си Цзиньпин заявил, что Китай и США только «выиграют от сотрудничества, и понесут потери при конфронтации». По его словам, общих интересов у обеих стран «больше, чем когда бы то ни было». «Конфронтация между нами, вне всякого сомнения, станет бедствием для обоих государств, для всего мира», — сказал он и призвал «разрушить старый шаблон неизбежности конфронтации».
Во время первого президентства Дональда Трампа отношения США с Китаем заметно ухудшились, что даёт основания для вывода о возникновении новой биполярности, основой которой служит соперничество Вашингтона и Пекина.
Президент США Джо Байден 10 февраля 2021 г. заявил, что Пентагон пересмотрит свою стратегию в отношении Китая, включая военное присутствие США в Азиатско-Тихоокеанском регионе.
9 августа 2021 официальный представитель МИД Китая Хуа Чуньин призвала США уважать суверенитет Китая, соблюдать международное право и основные нормы, регулирующие международные отношения.

2 ноября 2021 официальный представитель МИД КНР раскритиковал отчёт правительства США об инциденте с подводной лодкой «Коннектикут». По словам Ван Вэньбина, в американском отчёте отсутствуют конкретные сведения об уроне, нанесенном окружающей среде в результате данного происшествия. Также Ван Вэньбин призвал Вашингтон уменьшить количество военных кораблей, отправляемых в район Южно-Китайского моря, чтобы избежать в дальнейшем подобных инцидентов. 

В тот же день ВМС США опубликовали 28 страничный документ, в котором обосновывается необходимость дальнейшего развития палубной авиации с целью «противостояния угрозам со стороны России и КНР».
В декабре 2021 г. США объявили дипломатический бойкот Китая (официальные делегации не поедут в Пекин) во время зимней Олимпиады 2022 года, к нему присоединились некоторые страны Запада и, впоследствии, Индия.
Китай предупредил США о серьёзных последствиях в случае вступления Украины в НАТО. Согласно заявлению, это приведет к неизбежной эскалации конфликта и уже спровоцировало ядерную угрозу. В тексте были обвинения в адрес США в разжигании конфликта и бездействии в мирных инициативах.
Как отмечает APNews — накануне XX съезда КПК в октябре 2022 года, отношения Китая с США упали до самого низкого уровня с момента установления дипломатических отношений в 1979 году, с сохранением администрацией Байдена тарифов, введенных президентом Дональдом Трампом, и недавней блокировкой доступа Китаю к важным американским технологиям.
9 декабря 2022 специальный представитель США по делам КНДР Сун Ким и представитель КНР по Корее Лю Сяомин провели переговоры в формате видеоконференции; американская сторона выразила опасения по поводу участившихся ракетных пусков со стороны КНДР, призвав повлиять на Пхеньян.
11 декабря 2022 посол США на Филиппинах Мэрикей Лосс Карлсон встретилась с послом КНР Хуан Ксилианом, в ходе переговоров они обсудили вопросы экономического сотрудничества между КНР и США, а также продолжающуюся ракетно-ядерную программу КНДР.
В феврале 2023 года сенатор-республиканец от штата Техас Джон Корнин на заседании специального комитета по внешней разведке заявил, что США не готовы к прямому столкновению с КНР, ввиду нехватки материальной части из-за поставок оружия Украине.
Специальный комитет США по Китаю провёл первые слушания, посвящённые «угрозам со стороны Коммунистической партии Китая интересам и ценностям США».
В ноябре 2023 года координатор по стратегическим коммуникациям в Совете национальной безопасности Белого дома Джон Кирби заявил, что председатель КНР Си Цзиньпин и президент США Джо Байден условились на своих переговорах под Сан-Франциско провести новую личную встречу, однако ее сроки не определены. По словам Кирби, прошедшая встреча уже принесла «много хороших результатов», в частности стороны возобновили сотрудничество в военной сфере.
В октябре 2024 года официальный представитель МИД КНР Линь Цзянь заявила, что Китай выступает против действий США по милитаризации космоса и требует от американской стороны воздержаться от шагов, которые представляют угрозу всеобщей безопасности. Она отметила, что Пекин не намерен вступать в космическую гонку с какой-либо страной и не стремится к так называемому превосходству в космосе, а Вашингтон «открыто превращает космическое пространство в зону боевых действий».

## Экономические отношения
История американо-китайских торгово-экономических отношений берет своё начало с XIX века. На рубеже XIX—XX вв. США провозгласили политику «открытых дверей». Она предполагала создание и поддержание хотя бы внешне и формально равное положение в Китае всех конкурентов в борьбе за китайский рынок и за влияние в Китае. Такая политика была связана с тем, что, не имея политического и международного веса как у других великих держав, США не могли обеспечить за собой исключительную сферу влияния в Китае и поэтому выступали за «равные возможности», чтобы использовать свои экономические ресурсы.
Но уже в период 1920-х и 1930-х годов Соединённые Штаты фактически отказались от политики «открытых дверей». В этот период США уже приобрели статус одной из ведущих стран мира, поэтому они могли проводить политику, направленную на обеспечение американских экономических и политико-стратегических интересов, а также на равных конкурировать с другими державами за рынок Китая.
С приходом к власти Мао Цзэдуна в 1949 году и до визита Никсона в КНР в 1972 году две страны находились в состоянии конфронтации и между ними отсутствовали какие-либо экономические связи. Несмотря на то, что «внутри китайского руководства вопрос о нормализации отношений с США вызвал разногласия», во второй половине 1970-х годов были восстановлены межгосударственные, экономические и культурные связи между США и КНР. К этому периоду относятся проводимые Дэн Сяопином реформы, в том числе в экономической сфере. Это обстоятельство не могло не повлиять на развитие американо-китайских отношений. С тех пор постоянно углубляется торгово-экономическое сотрудничество между странами.
Если в 1990 в Соединённых Штатах экспорт в Китай несколько превышал импорт из КНР, то к 1996 дефицит США составил ~ 20 млрд долл., уступив лишь дефициту в торговле с Японией, а в 1998 превзошёл его.
С приходом в Белый дом администрации Барака Обамы наметились две тенденции. Первая представляет собой ослабление идеологической и политической конфронтации с Пекином. А вторая — изменение позиции по экономическим вопросам. Новая позиция отражает существующие экономические ожидания США в отношении КНР. Так, министр финансов Тимоти Гейтнер пообещал «разобраться с „валютными манипуляторами“, то есть добиться от Пекина повышения курса юаня, который сейчас административно поддерживается на выгодном для китайских производителей уровне». Помимо этого, США стремятся не допустить принятия Китаем протекционистских мер для защиты своей экономики.
К другим интересам Китая относится желание Пекина сделать юань мировой валютой и расширение своих инвестиций в экономику США. Китай намерен избавиться от энергетической зависимости, для чего и был заключен ряд соглашений в сфере экологически чистой энергетики и смежных областях во время визита Барака Обамы в Китай в 2010 году. В 2014 году председатель Си и президент Обама сделали совместное заявление о планах ограничить выбросы парниковых газов.
Пекин также уделяет особое внимание совместным с американцами проектам по инновациям и новейшим технологиям. Таким образом, обе державы заинтересованы в дальнейшем развитии сотрудничества.
Экономические интересы все больше определяют политическую и военно-стратегическую составляющую американо-китайских отношений, хотя в последнее время США стремятся направить эти отношения в военно-стратегическое русло.
К примерам действий США относятся «наращивание американского военного присутствия в регионе и укрепление связей с союзниками — Японией и Южной Кореей». Такая стратегия кажется достаточно рациональной, так как позволит уменьшить преимущества Китая по сравнению с Соединёнными Штатами.
Возможно, что такая переориентация на военно-стратегическую основу вызовет напряжение в отношениях, потому что превосходство США в данной области очевидно и несет в себе угрозу для безопасности КНР. Однако, учитывая степень заинтересованности обеих держав в сотрудничестве, можно предположить, что, если охлаждение отношений действительно произойдёт, то оно будет носить краткосрочный характер.
США по отношению к Китаю имеют торговые барьеры и ограничения на экспорт высокотехнологичной продукции (что американская сторона объясняет соображениями национальной безопасности), согласно заявлениям Китая, подобные ограничения являются одной из причин торгового дисбаланса с США в пользу Китая.
В 2007 году историк Нил Фергюсон и экономист Мориц Шуларик придумали термин «Кимерика», когда они заявили, что избыточные сбережения китайцев и чрезмерные траты американцев привели к слишком быстрому созданию богатства, и способствовали финансовому кризису 2007—2008 годов. В течение многих лет Китай накапливал большие валютные резервы и инвестировал их в государственные ценные бумаги США, что поддерживало номинальные и реальные долгосрочные процентные ставки на заниженном уровне в Соединённых Штатах. Фергюсон описывал Кимерику как единую экономику, на которую «приходится около 13 процентов поверхности суши в мире, четверть её населения, около трети её валового внутреннего продукта и где-то более половины глобального экономического роста за последние шесть лет».
Объём торговли между Китаем и США в 2010 году достиг 385,3 млрд долларов.
Американский политолог Эдвард Люттвак в своей лекции в МГИМО в феврале 2011 года отмечал, что конфликт между Китаем и США «неизбежен как минимум по экономическим причинам: Китай будет расти, а США не отдадут китайцам своё первое место просто так». 
По итогам 2011 года товарооборот между странами составил 456,8 млрд долл., с положительным сальдо 273 млрд в пользу КНР.
В докладе на 18 съезде КПК (2012) было сказано, что за минувшее десятилетие по объему экономики Китай поднялся с шестого на второе место в мире — «В чём состоит задача для следующего поколения? Со второго места выйти на первое», — полагает Ху Аньган, известный экономист из Университета Цинхуа, делегат XVIII партсъезда.
С 2018 года: Торговая война между США и Китаем:
- 13 декабря 2019 г. президент США Дональд Трамп заявил о согласии на частичную торговую сделку с Китаем, которая включает в себя снижение существующих тарифных ставок, налагаемых на некоторые китайские товары и отмену нового повышения и тарифов. В августе 2018 года президент США Дональд Трамп запретил американским чиновникам пользоваться китайскими гаджетами, в том числе от Huawei. Спустя год США внесли Huawei в черный список компаний. 1 декабря 2018 года в Канаде по запросу США арестовали Мэн Ваньчжоу — финансового директора и дочь главы Huawei Жэнь Чжэнфэя. Её обвинили в нарушении санкций против Ирана, а именно — в реэкспорте американской электронной продукции в Исламскую республику. США обвинили Мэн Ваньчжоу в нарушении торговых санкций США против Ирана. Кроме того, задержание было связано с совершением незаконных денежных транзакций через британский банк HSBC.
- В августе 2020 г. Трамп заявил, что при определённых условиях не исключает полного прекращения экономического сотрудничества с Китаем: «Если они [Китай] не будут обращаться с нами правильно, я, конечно, сделаю это», — сказал он в интервью телеканалу Fox News в ответ на вопрос ведущего, может ли быть допущено отделение американской экономики от китайской. По мнению американского лидера, американская экономика несет огромные убытки из-за Пекина[54].

11 февраля 2021 года президент США Джо Байден заявил о ведении китайским руководством несправедливой торговой политике (и нарушении прав человека в Синьцзян-Уйгурском автономном районе).
2 октября 2021 посол Китая в США Цинь Ган призвал правительство Вашингтона к мирному диалогу и прекращению экономического и политического противостояния; он также подчеркнул, что именно «бесконфликтный путь» решения вопросов внешней политики является приоритетом для правительства страны.
4 октября 2021 в ходе выступления в центре стратегических и международных отношений в Вашингтоне торговый представитель США Кэтрин Тай представила новый план по вопросам торговых отношений с КНР, который предусматривает проведение переговоров с вице-премьером госсовета КНР о соблюдении торгового соглашения, заключенного с США в 2020 году, освобождение от пошлин некоторых китайских товаров, но при этом не исключает введение дополнительных торговых санкций.
Комитет по финансовым услугам палаты представителей Конгресса США в марте 2023 года одобрил 10 законопроектов, направленных на противодействие КНР в экономической сфере, а также на поддержку Тайваня.
В 2023 году доля КНР в американском импорте снизилась до двадцатилетнего минимума (рухнув за первое полугодие 2023 сразу на 25 %), до 13,3 %, хотя еще пять лет назад она составляла 22 %.

## Культурные связи
Сотрудничество в сфере образования
Практика обучения китайских студентов в США имеет давнюю историю — в 1943 году в Штатах насчитывалось 706 студентов из Поднебесной, а в 1948 году их было уже 3914.
Согласно китайско-американскому заявлению 2009 года, около 20 тыс. американских студентов учились в Китае.
По данным ЮНЕСКО, в США учились 225 474 студента из Китая.

## Отдельные вопросы

### Тайваньский вопрос
Китай традиционно считает вопрос о Тайване главным препятствием на пути позитивного развития отношений с США и китайская сторона неизменно выступает против любой формы официальных контактов между США и тайваньскими властями.
Проблема обостряется тем, что китайское руководство заявило: «решение тайваньской проблемы не может затягиваться до бесконечности» и «не давать обещания отказаться от применения военной силы». 
По оценке представителя МИД КНР Кун Цюаня (2004 год), Тайваньский вопрос «является самым чувствительным и важным вопросом в китайско-американских отношениях». На встрече замминистра иностранных дел КНР Ли Чжаосина с помощником госсекретаря США по делам Восточной Азии и Тихого океана Джеймсом Келли в январе 2003 года Ли Чжаосин отмечал, что надлежащее решение тайваньского вопроса является ключом к здоровому развитию китайско-американских отношений.
Пекин также рассматривает тайваньский вопрос как проблему защиты национального суверенитета в контексте политики «одного Китая». Стоит отметить, что такая позиция китайского руководства не может не беспокоить США и Японию, которые убеждены, что «стратегическим интересам США и Японии будет нанесен серьезный ущерб» при усилении КНР в западной части Тихого океана и Южно-Китайском море. США опасается, что их главенствующему положению в АТР будет брошен вызов. Конечно, возможная конфронтация КНР и Тайваня при поддержке США последнего, может нанести серьезный удар по экономикам обеих держав. Но, несмотря на это, в 2004 году США поставил на остров комплексы ПВО, а в ответ КНР в 2005 г. принял Закон о территориальной целостности.
В начале 2010 года замминистра обороны США Уоллес Грегсон в связи с планирующейся поставкой очередной партии оружия Тайваню заявил, что «США обязаны обеспечивать возможности Тайваня по самозащите, и мы будем выполнять все свои обязательства и в будущем».
На фоне того, как 27 августа 2021 г. два военных корабля США совершили проход через Тайваньский пролив, официальный представитель министерства обороны КНР Тань Кэфэй 28 августа 2021 года выступил с официальным заявлением, в котором назвал совершённые США действия провокацией, что, по его мнению, является прямым свидетельством того, что США на сегодняшний день остаются главным подрывником мира и стабильности в Тайваньском проливе, создающим самые высокие риски в области безопасности в этой акватории.
Заместитель министра обороны США Кэтлин Хикс заявила о том, что Пентагон на данный момент внимательно наблюдает за ситуацией в Тайваньском проливе. Она также добавила, что в случае необходимости вмешательство КНР в дела Тайваня может быть пресечено путём применения военной силы.
Согласно заявлению спикера госдепартамента США Неда Прайса, США на данный момент весьма обеспокоены провокациями со стороны КНР в Тайваньском проливе. По его словам, подобные действия существенно дестабилизируют и подрывают безопасность в регионе.
Официальный представитель МИД КНР Хуа Чуньин заявила, что Пекин выразил Вашингтону решительный протест в связи с заявлением руководителя пресс-службы государственного департамента США Неда Прайса о готовности поддерживать потенциал самообороны Тайваня. Дипломат также добавила, что подобные провокационные действия со стороны США наносят ущерб американо-китайским отношениям и подрывают региональный мир и стабильность в АТР.
В июле 2022 года в СМИ появились информация о планах спикера Палаты представителей Нэнси Пелоси посетить Тайвань. В ответ Тан Кефей, официальный представитель министерства обороны КНР, заявил, что визит на Тайвань «фигуры номер 3 в правительстве США» нарушит суверенитет и территориальную целостность Китая и «серьезно подорвет политическую основу китайско-американских отношений». «Китай требует, чтобы американская сторона предприняла практические действия для выполнения своего обязательства не поддерживать независимость Тайваня и не способствовать визиту Пелоси на Тайвань», — сказал Тан. В случае, если визит состоится Китай пригрозил «решительными мерами, чтобы воспрепятствовать вмешательству внешних сил».
Визит на Тайвань спикера палаты представителей США Нэнси Пелоси привёл к резкому обострению китайско-тайваньского кризиса.
Государственный департамент США одобрил продажу Тайваню 200 ракет класса «воздух-воздух» средней дальности «AMRAAM» и 100 противорадиолокационных ракет «AGM-88 HARM», общая стоимость контракта составила 619 млн долларов США.
Официальный представитель МИД КНР Мао Нин, комментируя очередную продажу вооружения США Тайваню, потребовала от Вашингтона прекратить поставки, а также придерживаться принципа «одного Китая».
Ситуация значительно осложнилась в 2023 г.
США планируют увеличить воинский контингент на Тайване, направлением на остров дополнительно от 100 до 200 военных инструкторов.
В Уильямсберге (штат Вирджиния), США, с 1 по 3 октября 2023 г. прошла американо-тайваньская конференция оборонной промышленности. В ходе заседаний проведены пять сессий, на которых стороны обсудили "угрозы безопасности Тайваня", политику США в отношении острова и двусторонние механизмы для диалога, возможности двустороннего сотрудничества в военно-промышленной сфере, информационные операции и кибербезопасность, а также проблемы критической инфраструктуры Тайваня, в том числе в транспортной, телекоммуникационной и энергетической сферах. Данное мероприятие подверглось критике со стороны МИД КНР и расценивается как несанкционированное продвижение идей США во внутренней политике государства.

### Права человека
В американо-китайском заявлении 29 октября 1997 года вопрос о правах человека обозначен как крупное разногласие между сторонами. В том же заявлении закреплена договорённость о межправительственном диалоге по правам человека; в 2015 году состоялся 19-й раунд этого диалога.
В ходе государственного визита Барака Обамы в КНР в 2009 году президент США выделил общие ценности, характерные для американской и китайской наций: «уважение к семье, убеждение, что при помощи образования, упорного труда и готовности к жертвам мы способны сделать будущее таким, каким хотим его видеть, прежде всего, обеспечивая лучшую жизнь нашим детям». Хотя также сообщил, что «прямо и откровенно» затронул на переговорах с Ху и вопросы демократии и прав человека. В китайско-американском заявлении 2011 года права человека обозначены как предмет серьёзных разногласий.
Постоянный представитель КНР при ООН Чжан Цзюнь опроверг обвинения со стороны США и других стран по вопросам, связанным с нарушением прав человека в Синьцзяне, Сянгане (Гонконге) и Тибете. Он также подчеркнул, что китайское руководство выступает решительно против использования ООН в качестве платформы для намеренного провоцирования конфронтации и вмешательства во внутренние дела Китая.
В сентябре 2023 года официальный представитель МИД КНР Ван Вэньбинь заявил, что США следует прекратить очернять Китай и вмешиваться в его внутренние дела под предлогом защиты прав человека. По его словам, США используют ложь в качестве основания для применения так называемого «закона о предотвращении принудительного труда уйгуров», внесения в санкционный список китайских предприятий и дальнейшего притеснения других китайских компаний.

### Борьба с терроризмом
«Понятие „международный терроризм“ вошло в политический обиход после атак на Нью-Йорк и Вашингтон в 2001 году».
Администрация Джорджа Буша-младшего начала рассматривать международный терроризм как угрозу национальной безопасности США. Президент Дж. Буш в своем ежегодном обращении к Сенату от 29 января 2002 заявил: «Америка находится в состоянии войны с терроризмом и не может останавливаться на полпути в борьбе с этой угрозой». Помимо администрации США, угрозой терроризма также озабоченно и все американское общество. События 11 сентября качественно изменили отношение Соединенных Штатов с остальным миром. США не только осознали свою незащищенность перед этой угрозой, но и приняли решение реорганизовать американские силовые структуры. Наряду с этой мерой в сентябре 2002 года была опубликована новая концепция национальной безопасности США, в которой была сформулирована позиция властей по данной проблеме.
Свою солидарность США по данному вопросу выражает правительство КНР, которое рассматривает терроризм как фактор стратегического значения и угрозу миру во всем мире. Для борьбы с «тремя враждебными силами» — международному терроризму, уйгурскому сепаратизму и исламскому радикализму — китайское правительство разработало специальную стратегию. В рамках данной стратегии уйгурский сепаратизм приравнивается к международному терроризму. В соответствии с этим Китай выступает за консолидацию сил мирового сообщества для борьбы с террористической деятельностью.
Особую роль китайское правительство отводит сотрудничеству с США в рамках этой борьбы. Озабоченность Китая вызывает деятельность на территории страны «Исламского движения Восточного Туркестана», который, благодаря активной позиции китайского руководства, был включен США в список террористических организаций. В борьбе с терроризмом КНР опирается на принципы и цели ООН, «требующие сбора информации и отказа от двойных стандартов».
Борьба с терроризмом не новое направление в американо-китайских отношениях. Антитеррористическая деятельность КНР и США начались еще до сентябрьской трагедии 2001 года, хотя тогда она еще не носила такого приоритетного характера, как сегодня. В ходе государственного визита Цзян Цзэминя стороны огласили совместное американо-китайское заявление, в одном из пунктов которого отмечалась заинтересованность в совместной борьбе с международной организованной преступностью и терроризмом. После событий сентября 2001 года Соединенные Штаты стали уделять внимание Ираку и Афганистану, а «Китай проявил готовность к сотрудничеству с антитеррористической коалицией в отражении новых угроз и тем самым оказался по одну сторону баррикад с цивилизованным миром». Таким образом, те, кто рассматривал терроризм в Китае как «борьбу за независимость», оказались несостоятельными в своих предположениях. Но изначально Китай принял выжидательную позицию после терактов 11 сентября — КНР был готов к борьбе с терроризм только внутри своей страны. А уже немного позднее, осознав все выгоды от такого сотрудничества, присоединился к США. «Впоследствии он „разменял“ политическую поддержку военной акции США в Афганистане и обмен разведывательной информацией о террористах на общее более благосклонное отношение США к Китаю и на конкретное исключительно важное для него решение Вашингтона о включении в список террористических организаций Фронта освобождения Восточного Туркестана, угрожающего стабильности северо-западных районов Китая».
Благодаря поддержке США, политические позиции уйгурских сепаратистов были существенно подорваны. Помимо США, Китай также взаимодействует с государствами в системе ШОС. Хотя не всегда сотрудничество в сфере борьбы с терроризмом оказывается продуктивным в силу объективных и субъективных причин, но уже явно прослеживается кооперативисткая линия Китая по данной проблеме. Теперь Китай может надеяться не только на собственные силы и ресурсы, но и на помощь единомышленников и мирового сообщества в борьбе с терроризмом.

### Участие КНР в международных организациях
Между Россией и Китаем существует достаточно серьёзная конкуренция за региональное лидерство в Центральной Азии. Пока непонятно, кто победит в этой борьбе, но у КНР достаточно накопленного потенциала для того, чтобы доминировать в системе ШОС. По мнению ряда исследователей, США считают, что её цель — подрыв американских интересов в Центральной Азии. Поэтому в последние годы заметно повысился интерес США к деятельности ШОС.
КНР активно поддерживает контакты с НАТО в различных направлениях, в том числе в деятельности международных и региональных организаций по поддержанию мира и стабильности.
Китай также развивает диалог с некоторыми региональными организациями, например с ЕС и Форумом сотрудничества Китай-Африка.
Таким образом, Китай становится все более значимым игроком на международной арене. Одним из способов достижения этого статуса и создания благоприятных условий для устойчивого развития страны служит общественная дипломатия, которую успешно реализуют руководство и дипломатические работники КНР. Новое положение Китая в мировом сообществе существенным образом повлияет на взаимоотношения КНР и США. С одной стороны, может быть дисбаланс в связи с тем, что Соединённые Штаты не намерены уступать положение лидера, с другой стороны, США стремится найти союзника в большинстве вопросов и снять с себя некоторые обременительные полномочия.
21 мая 2019 г. представители руководства военных ведомств США и Китая провели в Вашингтоне третий раунд диалога по безопасности в Азиатско-Тихоокеанском регионе.
5 августа 2022 г. специальный представитель США по климату Джон Керри выразил разочарование в связи с решением Пекина приостановить двусторонние консультации с Вашингтоном по климату, которое было принято в свете скандального визита на Тайвань спикера нижней палаты американского Конгресса Нэнси Пелоси. Джон Керри также отметил, что решение Китая «наказывает весь мир».

### Китай и Центральная Азия
Начало активного сотрудничества Китая со странами Центральной Азии приходится на начало 1990-х годов сразу же после распада СССР и образования независимых государств на постсоветском пространстве. На первом этапе Китай не проявлял особого интереса в отношениях с отдельными странами региона. Руководство КНР скорее стремилось установить доброжелательные отношения со всеми государствами Центральной Азии (поэтому еще в январе 1992 года КНР установила дипломатические отношения с Казахстаном, Таджикистаном, Кыргызстаном, Узбекистаном и Туркменистаном).
Но в середине 90-х годов ситуация коренным образом изменилась. По мнению исследователя С. Г. Лузянина: «Со стороны Пекина с середины 90-х годов стала заметна тенденция на дифференциацию в отношениях со странами Центральной Азии».
В основе данного подхода лежала острая необходимость в сотрудничестве по «противодействию угрозам терроризма, экстремизма и сепаратизма», поддержанию стабильности в регионе, расширению экономических связей с соседями и обеспечению безопасности государственных границ.
В апреле 1996 года Казахстан, Таджикистан и Кыргызстан, имеющие наиболее тесные контакты с Китаем, присоединились к соглашению об укреплении доверия в военной области, тем самым сформировав «Шанхайскую пятерку». Логическим продолжением данной политики стало создание Шанхайской Организации Сотрудничества, о чем было объявлено 15 июня 2001 года в Шанхае (КНР) Республикой Казахстан, Китайской Народной Республикой, Кыргызской Республикой, Российской Федерацией, Республикой Таджикистан, Республикой Узбекистан. К основным приоритетам Китая в деятельности ШОС относятся:
- упрочение военно-политической безопасности (благодаря геополитическому доминированию Пекина в ЦАР источники перспективных угроз для него автоматически удаляются за Каспийское море, что в целом обеспечивает недоступность территории Китая для стратегических ракет большой дальности с западного направления);
- получение расширенного контроля над ситуацией в Центральной Евразии (благодаря геополитическому доминированию в ЦАР Китай сможет получить дополнительные инструменты продвижения своего влияния на Ближний, Передний Восток, Южную Азию и Кавказ, а также для установления контроля над ситуацией в Афганистане);
- постепенное вытеснение США с азиатской части континента, что предоставило бы дополнительные гарантии безопасности Китаю в случае начала конфликта по поводу Тайваня (в перспективе сценарий вытеснения Соединенных Штатов представляется вполне реалистичным, учитывая прежде всего потенциал экономического влияния Китая в Азии), усиление экономического влияния КНР в свою очередь неизбежно приведет к повышению его политической роли);
- расширение географического пространства для своего дальнейшего экономического роста (для КНР окажутся более доступными рынки не только постсоветского пространства, но и Европы);
- получение гарантированных поставок энергетических ресурсов и прочего стратегически важного природного сырья;
- получение дополнительных рычагов давления на Москву»[78].

К следующему этапу внешней политики КНР в отношении центрально-азиатских государств можно отнести период после 11 сентября 2001 года. Это связано с тем, что КНР столкнулась с наличием нового конкурента в регионе — США, а также с усилением мер Китая по борьбе с международным терроризмом. По мнению независимого эксперта Парамонова, этот этап «характеризуется небывалым доселе ростом активности Китая и переходом к „наступательной“ политике, призванной кардинально переломить развитие ситуации в ЦА в свою пользу».
Сегодня взаимодействуя со странами Центральной Азии, Китай активно преследует свои собственные интересы. К ним относятся: расширение рынков сбыта и покупка природных ресурсов, обеспечение стабильности и безопасности, как в приграничных районах страны, так и во всем регионе. Но рассматривать эти отношения в качестве «партнерства в данном случае весьма условно, поскольку КНР относится к ним как к пассивным объектам своей региональной политики».
Перед Китаем встает целый ряд вызовов и угроз, с которыми ему предстоит бороться, чтобы отстоять позиции и интересы одной из ведущих держав региона. К таким угрозам и вызовам можно отнести существенное экономическое и военное присутствие России и США, «растущую активность Индии, сохраняющееся экономическое влияние Японии и недавнее улучшение отношений между Вашингтоном и Москвой». Но, несмотря на возникающие препятствия, Китай будет стремиться играть роль ведущей региональной державы, у которой якобы отсутствуют какие-либо империалистические намерения в отношении стран Центральной Азии.
Так же, как и для КНР, страны Центральной Азии заняли более значимое место во внешнеполитической доктрине США после распада Советского Союза. Но при этом стоит отметить, что «Центральная Азия оставалась лишь третьестепенным регионом вплоть до событий 11 сентября 2001 года».
Особое внимание Соединённые Штаты уделяли Казахстану, обладающему значительным ядерным потенциалом, но позже главным игроком был выбран Узбекистан. В первую очередь это было связано с наличием перспективной золотодобывающей отраслью. Как считает профессор МГИМО Ирина Доновна Звягельская, «безопасность, развитие демократических институтов, энергоресурсы не могли не обусловить особого интереса Вашингтона, но главное всё же заключалось в том, что американские политики не желали допустить доминирования в регионе других игроков». Но после событий 11 сентября 2001 года ситуация кардинальным образом изменилась. Если раньше Америка стремилась продвинуть свою демократию, всячески ослабить позиции России и Китая в регионе, реализовать свои экономические интересы, то после терактов 2001 года к этому добавился и фактор безопасности. Центральная Азия стала своеобразным плацдармом для борьбы с терроризмом.
Кроме того, к американским интересам в Центральной Азии после 2001 года можно отнести: «поддержание баланса сил в Центральной Азии, предотвращение доминирования в ключевых районах региона сил, враждебных США; обеспечение доступа к региональному рынку и стратегическим ресурсам; противодействие угрозам, исходящим с территории слабых государств региона; обеспечение союзнических отношений со странами Центральной Азии и поддержание готовности вмешаться в случае неожиданного возникновения регионального кризиса».
Новая политика американского руководства не могла понравиться властям КНР, так как она непосредственно затрагивала интересы самого Китая в этом регионе. Именно поэтому, начиная с 2001 года, Центральная Азия становится площадкой для конкуренции между двумя державами. Что касается позиций КНР по отношению к американскому военному присутствию в регионе, то китайское руководство стремится ограничить влияние США. Данная политика проводится как с помощью наращивания военной силы и укрепления военно-политической составляющей ШОС, так и благодаря активному экономическому сотрудничеству со странами Центральной Азии.
Начиная с 2001 года, резко возросло американское военное присутствие в Центральной Азии, был увеличен контингент войск, а также созданы или арендованы военные базы. В период президентства Барака Обамы ситуация почти не изменилась. Учитывая, что борьба с терроризмом обозначена руководством США в качестве первостепенной задачи, это не может не сказываться на безопасности центрально-азиатских государств. Особо остро стоит вопрос о сокращении американского военного присутствия в Афганистане. Данное событие может негативно сказаться на безопасности всего региона в целом.
К факторам, влияющим на положение Соединённых Штатов на постсоветском пространстве, особенно в Центральной Азии, относятся:
- отношения с ключевыми игроками региона: с Россией, КНР, Исламской Республикой Иран (ИРИ), Турцией, Пакистаном и Индией;
- военная операция в Афганистане;
- проблема расширения НАТО;
- энергетический фактор;
- координация стратегии с Евросоюзом (ЕС);
- проблема радикального ислама[83].

Несмотря на наличие препятствий, и вызовов американскому присутствию в регионе, скорее всего США продолжат реализацию активной центрально-азиатской политики, а военные базы на территории региона будут и в дальнейшем находиться под контролем Соединённых Штатов. Китай также будет отстаивать свои интересы и позиции в Центральной Азии, одновременно, пытаясь вытеснить США из этого региона. События в Кыргызстане в апреле 2010 года, когда произошла революция, показали, что пока не одна из трех держав (США, Китай и Россия) не способны полностью контролировать безопасность в Центральной Азии и не готовы взять обязанности регионального лидера и международного полицейского.

### На Корейском полуострове
США в составе коалиции сил ООН, а КНР посредством «добровольцев» участвовали в Корейской войне 1950—1953 годов.
Главная причина активной американской политики в отношении КНДР — это северокорейская ядерная программа. США хотят добиться ликвидации ядерной программы КНДР, не желая давать КНДР каких-либо серьезных встречных уступок. Для КНДР её ядерная программа — страховка для правящего режима и возможность для получения политических и экономических уступок.
Для Китая КНДР — формальный союзник, но его поддержка КНДР определяется в большей степени стремлением превратить республику в свою сферу влияния и использовать сложную ситуацию на Корейском полуострове для повышения своего авторитета в регионе и во всем мире, а также стремление сохранить стабильность в КНДР. КНР — важный посредник при переговорах с КНДР по ядерному вопросу.
Стоит отметить, что ни США, ни Китай не заинтересованы в эскалации конфликта. США всячески стремится к стабилизации обстановки на полуострове. Их раздражает загадочная неуязвимость Северной Кореи. Соединённые Штаты опасаются непредсказуемых действий КНДР. Особенно после того, как США осознали, что северные корейцы ни при каких обстоятельствах ядерное оружие не сдадут, что вести переговоры по этому поводу бессмысленно. Но своими эксцентричными выходками Северная Корея лишь стремится «обратить на себя внимание Соединённых Штатов и усадить их за стол переговоров на своих условиях».
Для Китая обстановка на Корейском полуострове может нести угрозу его собственной безопасности. Будучи связанной с КНДР обязательствами по оказанию военной помощи в случае войны, КНР и сама может оказаться на грани катастрофы. Помимо угрозы наводнения беженцами, Китай может столкнуться с более серьёзными проблемами, например, с ядерной угрозой, экономическим и политическим коллапсом внутри самой КНР. А если Китай откажется от своих обязательств в отношении КНДР, то он продемонстрирует слабость, нерешительность и потеряет свою сферу влияния. А так называемое "мировое сообщество" наоборот, будет аплодировать такому самоубийственному поведению Китая. Так что Китай считает своей первоочередной задачей во что бы то ни стало сохранить стабильность в регионе. Одновременно с этим Китай не упускает возможность воспользоваться ситуацией на Корейском полуострове.
Своё содействие в урегулировании данного спора Китай использует для того, что добиться политических уступок со стороны США, особенно в тайваньском вопросе. КНР убедила всех в том, что может оказывать существенное влияние на Северную Корею. Хотя об управляемости данного процесса говорить трудно. В это же время США требуют от КНР оказывать постоянное воздействие на Пхеньян с тем, чтобы КНДР прекратила своё безрассудное поведение, потому, что Китай на протяжении многих лет продолжает оставаться «главным военно-политическим союзником и важным торговым партнером Северной Кореи».
Несмотря на очевидные выгоды для США и Китая, не представляется возможности говорить об их реальной заинтересованности в эскалации конфликта.

### Взаимоотношения с Россией
Китай уделяет особое внимание развитию военных связей и применению стратегии военной дипломатии. Он активно поддерживает контакты с НАТО в различных направлениях, в том числе в деятельности международных и региональных организаций по поддержанию мира и стабильности.
Но, несмотря на это, КНР всё же опасается дальнейшего расширения НАТО и с тревогой следит за диалогами формата Россия — НАТО. В КНР считают, что Запад улучшает отношения с Россией, придерживаясь цели ухудшить связи между Москвой и Пекином, а также, что русские создают ситуацию, при которой Китай остается в одиночестве против США.
Китай отказался осуждать действия России на Украине, а также называть происходящий конфликт вторжением. Президент Китая Си Цзиньпин не поддержал изоляцию России, несмотря на давление со стороны западных стран. С начала конфликта китайско-российская торговля резко выросла, позже[когда?] госсекретарь США Энтони Блинкен предупредил Китай о последствиях, если он окажет материальную поддержку российскому вторжению в Украину, выразив обеспокоенность по поводу возможных поставок оружия Москве; в ответ представитель министерства иностранных дел заявил, что партнёрство России и Китая, которое он назвал всеобъемлющим, является вопросом суверенитета двух независимых стран и что США не в состоянии предъявлять требования Китаю.
В феврале 2023 года министр иностранных дел Китая Ван И заявил, что страна готовится выдвинуть предложения по мирному урегулированию украинского кризиса. 
Bloomberg сообщил, что обсуждение предложения Китая по Украине во время трёхдневного визита Си Цзиньпина в Москву (март 2023) поставило администрацию Байдена в неудобное положение, поскольку США ранее назвали его неприемлемым. По словам анонимных источников в администрации, обеспокоенность связана с тем, что страны, несущие экономический ущерб от войны, могут принять позицию Китая и посчитать, что США не заинтересованы в мире. Было отмечено, что визит прошёл на фоне ухудшения отношений США с Китаем, которое началось с торговой войны Дональда Трампа.

### Обвинения в шпионаже
со стороны США
Напряжённость в американо-китайских отношениях усилилась после высылки двух китайских дипломатов из США в связи с подозрением в шпионаже: два сотрудника посольства КНР пытались проникнуть[когда?] на военную базу в штате Вирджиния, предположительно, с целью сбора сведений о работе системы безопасности.
В июне 2023 года Wall Street Journal опубликовал материал, в котором утверждалось, что Куба и Китай достигли предварительного соглашения о строительстве базы для технического шпионажа. Официальный представитель Совета национальной безопасности Белого дома Джон Кирби первоначально опроверг это сообщение, назвав его неточным. Однако, позже представитель администрации Байдена заявил, что китайские объекты, имеющие возможность перехвата электронных сигналов в близлежащих районах США были модернизированы в 2019 году, а их запуск произошёл ещё раньше. Белый дом сообщил, что вскоре после вступления в должность Джо Байдена, его администрация была проинформирована разведывательным сообществом США о широкомасштабной программе Китая по развертыванию новых баз и сбору разведданных в Атлантическом океане, Латинской Америке, Ближнем Востоке, Центральной Азии, Африке и Индо-Тихоокеанском регионе. При этом, официальный представитель США имеющий доступ к разведывательными данным настаивал, что Китай и Куба заключили соглашение об усилении существующих шпионских возможностей. База на Кубе наряду с новым строительством на предполагаемом китайском военном объекте в ОАЭ были названы частью кампании Китая под кодовым названием «Проект 141» по расширению своего присутствия путем создания к 2030 году не менее пяти зарубежных баз и 10 пунктов материально-технического обеспечения на Ближнем Востоке, в Юго-Восточной Азии и по всей Африке. 

В ответ, представитель министерства иностранных дел Китая Ван Вэньбинь заявил, что обвинения ложны, а сами США являются мировым лидером в области взлома и сверхдержавой наблюдения. Министр иностранных дел Кубы Бруно Родригес назвал обвинения выдумкой США, призванной оправдать экономическое эмбарго Вашингтона против острова.
Январь 2023 — инцидент с китайским аэростатом, пролетевшим в небе над территорией США.

#### со стороны Китая
Официальный представитель МИД Китая Мао Нин заявила, что правительство США распространяют недостоверную информацию о шпионской деятельности КНР. Комментируя новость о вынесении приговора военнослужащему США за якобы имевшую место передачу секретных данных Китаю, Мао Нин отметила, что США регулярно распространяют ложную информацию о так называемых китайских шпионах.